# Karl Doppler
Karl Doppler (12. september 1825 i Lemberg – 10. marts 1900 i Stuttgart) var en ungarsk fløjtevirtuos, dirigent og komponist. Han var yngre bror til komponisten Franz Doppler og far til komponisten Árpád Doppler.
Han arbejdede ved teatret i Budapest som chefdirigent indtil 1865, og fra 1865 til 1898 som Hofkapellmeister i Stuttgart. Han komponerede flere ungarske operaer, samlinger af ungarske folkedanse og kor.